# جان كيمب (كاتبة)
جان كيمب (بالإنجليزية: Jan Kemp) هي كاتِبة وشاعرة نيوزيلندية، ولدت في 1949.